# Юля-капризуля
«Юля-капризуля» — советский кукольный мультипликационный фильм студии «Союзмультфильм» 1955 года.

## Сюжет
Весёлые дети радостно играют в парке на солнце. В пруду плавает утка с утятами. За всем этим наблюдает с дерева ворона. Вдруг слышится плач. Ворона летит выяснить его причину. В беседке сидит плачущая девочка. Сорока рассказывает, что это Юля-капризуля, которая не хочет играть вместе со всеми, поэтому ей скучно и она плачет. Обеспокоенные ребята зовут играть Юлю вместе с ними, но девочка хочет играть одна. Ей предлагают поиграть с мячом, девочка соглашается, но тут с ней отказывается играть мяч. Он дразнит девочку Юлей-капризулей и укатывается вдаль. Юля пытается догнать мячик. За ними летят любопытные ворона с сорокой. В конце долгой погони Юля спотыкается и падает. Мячик устал, но ему удалось убежать. Девочка снова начинает плакать. Подходят другие ребята с обручами, зовут играть Юлю с собой, но и с ними Юля играть отказывается. Один из мальчиков отдаёт Юле свой обруч, но и обруч отказывается играть с Юлей и убегает от неё. Девочка вновь принимается реветь. Утка говорит ребятам, чтобы они не брали пример с плаксы Юли-капризули. Слёзы Юли текут ручьём и начинают собираться в большую лужу. Промокший котёнок, вышитый на фартуке девочки, не выдерживает и тоже убегает. Парку грозит настоящее наводнение, под воду уходят скамейки и качели. Юля спасается на крыше беседки, но продолжает лить слёзы, не слушая ворону, убеждающую девочку прекратить плакать. Ребята спускают на воду лодку и спасают Юлю. Переставшая плакать девочка решительно преображается. Её освещённое улыбкой лицо становится красивее. К Юле возвращаются и котёнок, и обруч, и мячик. Сорока и ворона рассуждают о том, что теперь-то Юля больше не будет капризничать и будет играть со всеми остальными детьми. И действительно, улыбающаяся Юлия играет вместе со всеми.

## Съёмочная группа
| Автор сценария                  | Григорий Колтунов                                                                          |
| Режиссёр                        | Всеволод Щербаков                                                                          |
| Художники-постановщики          | Всеволод Щербаков и В. Грохотов                                                            |
| Главный художник                | Роман Гуров                                                                                |
| Художник                        | Павел Гусев                                                                                |
| Кукловоды                       | Андрей Барт, Л. Волкова, Лев Жданов, Кирилл Малянтович, К. Никифоров, А. Сироткина, Н. Янц |
| Оператор                        | Иосиф Голомб                                                                               |
| Монтажёр (ассистент по монтажу) | В. Егорова                                                                                 |
| Композитор                      | Юрий Никольский                                                                            |
| Автор текста песен              | Яков Зискинд                                                                               |
| Оркестр                         | Оркестр главного управления фильмов                                                        |
| Дирижёр                         | Григорий Гамбург                                                                           |
| Звукооператор                   | Борис Фильчиков или Георгий Мартынюк                                                       |
| Звукорежиссёр                   | Георгий Мартынюк                                                                           |
| Директор картины                | Борис Бурлаков                                                                             |

## Технические данные
| Тип                          | объёмно-кукольный                      |
| Цветность                    | цветной                                |
| Возрастная категория         | 0+                                     |
| Количество частей            | 1 часть                                |
| Длина плёнки                 | 300 метров или 254 метра               |
| Продолжительность            | 9 минут 24 секунды                     |
| Киностудия                   | Союзмультфильм                         |
| Дата производства            | 1955 год                               |
| Разрешительное удостоверение | ВЭ XII 1955 г. 214032515 от 27.10.2015 |

## Описание, отзывы и критика
Об идущей работе над мультфильмом для малышей было сообщено в декабрьском номере журнала «Искусство кино» за 1955 год. Были упомянуты сценарист Колтунов и режиссёр Щербаков.
Полный сценарий мультфильма был опубликован в четвёртом выпуске сборника сценариев рисованных мультфильмов в 1956 году.
По мнению Гинзбурга С. С., несмотря на то, что кукольный фильм «Юля-капризуля» был поставлен талантливым художником кукольного театра Щербаковым по забавной сказочке Колтунова, его неудачу определили натуралистическая трактовка персонажей и окружающей их среды, а также недостаточное владение художественными средствами кино.
По мнению Иванова-Вано И. П., причиной того, что лента «Юля-капризуля» до смешного наивна, несуразна, кажется ничего общего не имеющей с искусством мультипликации, является то, что молодой режиссёр Щербакова, входивший в костяк вновь созданной студии кукольных фильмов, будучи безусловно талантливым, ещё не обладал опытом практической работы в кукольной мультипликации, не понимал условности куклы в методе покадровой съёмки, что приводило к театральности и даже сводило к натурализму из-за стремления режиссёра заставить куклу подражать игре живого актёра.
По мнению Кривули Н. Г., в ленте жанра современной сказки «Юля-капризуля» нашло своё воплощение, приняв особую форму, отражение образов современности, ориентированное на создание модели современного мифа. Введённый в картине образ «маленького человека» не является изначально положительным, но меняется, проходя испытания. Такое появление обычного человека, негероического героя, являлось знаком происходящего в анимации антропологического поворота.
По мнению Гололобовой А. М., происходящее в мультфильме «Юля-капризуля» изменение мировоззрения и характера персонажа положительно влияет на самооценку ребёнка-зрителя, позволяя ему осознать, что он всегда может измениться в лучшую сторону, исправить сделанные им ошибки.